# Zuid-Afrika op de Olympische Zomerspelen 2024
Zuid-Afrika nam deel aan de Olympische Zomerspelen 2024 in Parijs, Frankrijk.

## Medailleoverzicht
| Medaille | Naam | Sport         | Onderdeel            | Datum            |
| -------- | --- | ------------- | -------------------- | ---------------- |
| Goud     | Tatjana Smith | Zwemmen       | 100 m schoolslag (v) | 29 juli 2024     |
|          | |               |                      |                  |
| Zilver   | Tatjana Smith | Zwemmen       | 200 m schoolslag (v) | 1 augustus 2024  |
| Zilver   | Bayanda Walaza Shaun Maswanganyi Bradley Nkoana Akani Simbine | Atletiek      | 4x100 m (m)          | 9 augustus 2024  |
| Zilver   | Jo-Ane van Dyk | Atletiek      | Speerwerpen (v)      | 10 augustus 2024 |
|          | |               |                      |                  |
| Brons    | Sevensteam Christie Grobbelaar Ryan Oosthuizen Impi Visser Zain Davids Quewin Nortje Christiaan Pretoruis Tristan Leyds Selvyn Davids Shaun Williams Rosko Specman Siviwe Soyizwapi Shilton Van Wyk Ronald Brown | Rugby         | Rugby sevens (m)     | 27 juli 2024     |
| Broms    | Alan Hatherly | Mountainbiken | cross-country (m)    | 29 juli 2024     |

## Aantal deelnemers
Hieronder volgt een overzicht van de atleten die deelnamen aan de Olympische Zomerspelen van 2024.
| Sport            | Mannen | Vrouwen | Totaal |
| ---------------- | ------ | ------- | ------ |
| Atletiek         | 27     | 11      | 38     |
| Badminton        | 0      | 1       | 1      |
| Boogschieten     | 1      | 0       | 1      |
| Golf             | 2      | 2       | 4      |
| Gymnastiek       | 0      | 1       | 1      |
| Hockey           | 16     | 16      | 32     |
| Judo             | 0      | 1       | 1      |
| Kanovaren        | 2      | 3       | 5      |
| Klimsport        | 2      | 2       | 4      |
| Paardensport     | 1      | 0       | 1      |
| Roeien           | 2      | 1       | 3      |
| Rugby            | 12     | 12      | 24     |
| Schermen         | 1      | 0       | 1      |
| Schoonspringen   | 0      | 1       | 1      |
| Skateboarden     | 2      | 1       | 3      |
| Surfen           | 2      | 1       | 3      |
| Synchroonzwemmen | 0      | 2       | 2      |
| Triatlon         | 2      | 1       | 3      |
| Wielersport      | 4      | 4       | 8      |
| Worstelen        | 1      | 0       | 1      |
| Zwemmen          | 3      | 5       | 8      |
| Totaal           | 80     | 63      | 143    |

## Deelnemers en resultaten

### Atletiek

#### Loopnummers
Mannen
| atleet                                                                   | onderdeel | voorronde | voorronde | series   | series | herkansingen | herkansingen | halve finale   | halve finale   | finale         | finale         |
| atleet                                                                   | onderdeel | tijd      | rang      | tijd     | rang   | tijd         | rang         | tijd           | rang           | tijd           | rang           |
| ------------------------------------------------------------------------ | --------- | --------- | --------- | -------- | ------ | ------------ | ------------ | -------------- | -------------- | -------------- | -------------- |
| Akani Simbine                                                            | 100 m     | bye       | bye       | 10,03    | 1 Q    | n.v.t.       | n.v.t.       | 9,87           | 1 Q            | 9,82 NR        | 4              |
| Shaun Maswanganyi                                                        | 100 m     | bye       | bye       | 10,06    | 3 Q    | n.v.t.       | n.v.t.       | 10,02          | 5              | niet geplaatst | niet geplaatst |
| Shaun Maswanganyi                                                        | 200 m     | n.v.t.    | n.v.t.    | 20,20    | 3 Q    | bye          | bye          | 20,42          | 4              | niet geplaatst | niet geplaatst |
| Benjamin Richardson                                                      | 100 m     | bye       | bye       | 10,06    | 4 q    | n.v.t.       | n.v.t.       | 9,95           | 3              | niet geplaatst | niet geplaatst |
| Benjamin Richardson                                                      | 200 m     | n.v.t.    | n.v.t.    | 51,86    | 7 H    | DNS          | DNS          | niet geplaatst | niet geplaatst | niet geplaatst | niet geplaatst |
| Wayde van Niekerk                                                        | 200 m     | n.v.t.    | n.v.t.    | 20,42    | 3 Q    | bye          | bye          | 20,72(717)     | 7              | niet geplaatst | niet geplaatst |
| Zakithi Nene                                                             | 400 m     | n.v.t.    | n.v.t.    | 45,01    | 4      | 44,81        | 1 Q          | 45,06          | 6              | niet geplaatst | niet geplaatst |
| Lythe Pillay                                                             | 400 m     | n.v.t.    | n.v.t.    | 45,60    | 7 H    | 45,40        | 1 Q          | 45,24          | 7              | niet geplaatst | niet geplaatst |
| Edmund du Plessis                                                        | 800 m     | n.v.t.    | n.v.t.    | 1.45,73  | 2 Q    | bye          | bye          | 1.45,34        | 4              | niet geplaatst | niet geplaatst |
| Ryan Mphahlele                                                           | 800 m     | n.v.t.    | n.v.t.    | 3.38,48  | 12 H   | 3.36,64      | 11           | niet geplaatst | niet geplaatst | niet geplaatst | niet geplaatst |
| Tshepo Tshite                                                            | 800 m     | n.v.t.    | n.v.t.    | 3.36,87  | 13     | 3.35,35      | 4            | niet geplaatst | niet geplaatst | niet geplaatst | niet geplaatst |
| Adriaan Wildschutt                                                       | 10000 m   | n.v.t.    | n.v.t.    | n.v.t.   | n.v.t. | n.v.t.       | n.v.t.       | n.v.t.         | n.v.t.         | 26.50,64 NR    | 10             |
| Elroy Gelant                                                             | marathon  | n.v.t.    | n.v.t.    | n.v.t.   | n.v.t. | n.v.t.       | n.v.t.       | n.v.t.         | n.v.t.         | 2.09.07        | 11             |
| Stephen Mokoka                                                           | marathon  | n.v.t.    | n.v.t.    | n.v.t.   | n.v.t. | n.v.t.       | n.v.t.       | n.v.t.         | n.v.t.         | 2.10.59        | 27             |
| Shaun Maswanganyi Akani Simbine Bayanda Walaza Bradley Nkoana            | 4x100m    | n.v.t     | n.v.t     | 37,94 SB | 2 Q    | n.v.t.       | n.v.t.       | n.v.t.         | n.v.t.         | 37,57          | Zilver         |
| Wayde van Niekerk Lythe Pillay Zakithi Nene Gardeo Isaacs Antonie Nortje | 4x400m    | n.v.t     | n.v.t     | 3.03,19  | 7 qR   | n.v.t.       | n.v.t.       | n.v.t.         | n.v.t.         | 2.58,12 NR     | 5              |

Reserves
- 4x100m: Sinesipho Dambile
- 4x400m Adrian Swart

Vrouwen
| atlete             | onderdeel    | series  | series | herkansingen | herkansingen | halve finale | halve finale | finale         | finale         |
| atlete             | onderdeel    | tijd    | rang   | tijd         | rang         | tijd         | rang         | tijd           | rang           |
| ------------------ | ------------ | ------- | ------ | ------------ | ------------ | ------------ | ------------ | -------------- | -------------- |
| Miranda Coetzee    | 400 m        | 51,58   | 4 H    | 50,66        | 2 q          | 51,60        | 8            | niet geplaatst | niet geplaatst |
| Prudence Sekgodiso | 800 m        | 1.59,84 | 2 Q    | bye          | bye          | 1.57,57      | 2 Q          | 1.58,79        | 8              |
| Marione Fourie     | 100 m horden | 12,91   | 4 H    | 12,79        | 1 Q          | 13,01        | 6            | niet geplaatst | niet geplaatst |
| Zenéy Geldenhuys   | 400 m horden | 54,73   | 3 Q    | n.v.t.       | n.v.t.       | 53,90        | 3            | niet geplaatst | niet geplaatst |
| Rogail Joseph      | 400 m horden | 54,56   | 2 Q    | n.v.t.       | n.v.t.       | 54,12        | 3            | niet geplaatst | niet geplaatst |
| Cian Oldknow       | marathon     | n.v.t.  | n.v.t. | n.v.t.       | n.v.t.       | n.v.t.       | n.v.t.       | 2.30.29        | 32             |
| Gerda Steyn        | marathon     | n.v.t.  | n.v.t. | n.v.t.       | n.v.t.       | n.v.t.       | n.v.t.       | 2.32.51        | 45             |
| Irvette van Zyl    | marathon     | n.v.t.  | n.v.t. | n.v.t.       | n.v.t.       | n.v.t.       | n.v.t.       | 2.31.14        | 37             |

#### Technische nummers
Mannen
| atleet            | onderdeel    | kwalificaties | kwalificaties | finale         | finale         |
| atleet            | onderdeel    | afstand       | rang          | afstand        | rang           |
| ----------------- | ------------ | ------------- | ------------- | -------------- | -------------- |
| Brian Raats       | hoogspringen | 2,24 m        | 6 q           | 2,17 m         | 12             |
| Cheswill Johnson  | verspringen  | 4,49 m        | 15            | niet geplaatst | niet geplaatst |
| Jovan van Vuuren  | verspringen  | 7,70 m        | 11            | niet geplaatst | niet geplaatst |
| Victor Hogan      | discuswerpen | 60,78 m       | 27            | niet geplaatst | niet geplaatst |
| Francois Prinsloo | discuswerpen | 61,35 m       | 23            | niet geplaatst | niet geplaatst |
| Kyle Blignaut     | kogelstoten  | 20,78 m       | 7             | niet geplaatst | niet geplaatst |

Vrouwen
| atleet         | onderdeel   | kwalificaties | kwalificaties | finale         | finale         |
| atleet         | onderdeel   | afstand       | rang          | afstand        | rang           |
| -------------- | ----------- | ------------- | ------------- | -------------- | -------------- |
| Miné de Klerk  | kogelstoten | 15,63 m       | 31 q          | niet geplaatst | niet geplaatst |
| Ashley Erasmus | kogelstoten | DNS           | DNS           | niet geplaatst | niet geplaatst |
| Jo-Ané van Dyk | speerwerpen | 64,22 m       | 4 Q           | 63,93 m        | Zilver         |

### Badminton
Vrouwen
| atleet           | onderdeel | groepsfase            | groepsfase             | groepsfase           | groepsfase | eliminatie           | kwartfinale          | halve finale         | finale / BM          | finale / BM    |
| atleet           | onderdeel | tegenstander uitslag  | tegenstander uitslag   | tegenstander uitslag | rang       | tegenstander uitslag | tegenstander uitslag | tegenstander uitslag | tegenstander uitslag | rang           |
| ---------------- | --------- | --------------------- | ---------------------- | -------------------- | ---------- | -------------------- | -------------------- | -------------------- | -------------------- | -------------- |
| Johanita Scholtz | enkelspel | Kim G-e V 12-21, 6-21 | Goh J-w V 21-23, 11-21 | n.v.t.               | 3          | niet geplaatst       | niet geplaatst       | niet geplaatst       | niet geplaatst       | niet geplaatst |

### Boogschieten
Mannen
| atleet    | onderdeel   | plaatsingsronde | plaatsingsronde | eerste ronde         | tweede ronde         | derde ronde          | kwartfinale          | halve finale         | finale / BM          | finale / BM    |
| atleet    | onderdeel   | score           | rang            | tegenstander uitslag | tegenstander uitslag | tegenstander uitslag | tegenstander uitslag | tegenstander uitslag | tegenstander uitslag | rang           |
| --------- | ----------- | --------------- | --------------- | -------------------- | -------------------- | -------------------- | -------------------- | -------------------- | -------------------- | -------------- |
| Wian Roux | individueel | 601             | 63              | Kim J-d V 0 - 6      | niet geplaatst       | niet geplaatst       | niet geplaatst       | niet geplaatst       | niet geplaatst       | niet geplaatst |

### Golf
| atleet                  | onderdeel | eerste ronde | tweede ronde | derde ronde | vierde ronde | totaal | totaal | totaal |
| atleet                  | onderdeel | score        | score        | score       | score        | score  | par    | rang   |
| ----------------------- | --------- | ------------ | ------------ | ----------- | ------------ | ------ | ------ | ------ |
| Christiaan Bezuidenhout | mannen    | 70           | 71           | 64          | 69           | 274    | -10    | 16     |
| Erik van Rooyen         | mannen    | 67           | 69           | 69          | 70           | 275    | -9     | 17     |
| Ashleigh Buhai          | vrouwen   | 68           | 73           | 74          | 70           | 285    | -3     | 13     |
| Paula Reto              | vrouwen   | 78           | 73           | 76          | 72           | 299    | +11    | 44     |

### Gymnastiek

#### Turnen
Vrouwen
| Turnster(s)        | Onderdeel | Kwalificatie | Kwalificatie | Kwalificatie | Kwalificatie | Kwalificatie | Kwalificatie | Finale         | Finale         | Finale         | Finale         | Finale         | Finale         |
| Turnster(s)        | Onderdeel | Toestel      | Toestel      | Toestel      | Toestel      | Totaal       | Plaats       | Toestel        | Toestel        | Toestel        | Toestel        | Totaal         | Plaats         |
| Turnster(s)        | Onderdeel | Sprong       | Brug         | Balk         | Vloer        | Totaal       | Plaats       | Sprong         | Brug           | Balk           | Vloer          | Totaal         | Plaats         |
| ------------------ | --------- | ------------ | ------------ | ------------ | ------------ | ------------ | ------------ | -------------- | -------------- | -------------- | -------------- | -------------- | -------------- |
| Caitlin Rooskrantz | meerkamp  | DNS          | 13,733       | 11,333       | 10,866       | DNF          | DNF          | niet geplaatst | niet geplaatst | niet geplaatst | niet geplaatst | niet geplaatst | niet geplaatst |

### Hockey

#### Mannen
| Hockeyer(s) | Onderdeel | Plaats     |
| --- | --------- | ---------- |
| Zuid-Afrikaanse mannen hockeyploeg Daniel Bell Dayaan Cassiem Mustapha Cassiem Calvin Davis Matthew Guise-Brown Andrew Hobson Keenan Horne Ryan Julius Gowan Jones Tevin Kok Zenani Kraai Samkelo Mvimbi Nqobile Ntuli Bradley Sherwood Nicholas Spooner Jacques van Tonder | Mannen    | groepsfase |

| Pos | Team             | Wed | W | G | V | Ptn | DV | DT | +/− | Kwalificatie |
| --- | ---------------- | --- | - | - | - | --- | -- | -- | --- | ------------ |
| 1   | Duitsland        | 5   | 4 | 0 | 1 | 12  | 16 | 6  | +10 | Kwartfinales |
| 2   | Nederland        | 5   | 3 | 1 | 1 | 10  | 16 | 9  | +7  | Kwartfinales |
| 3   | Groot-Brittannië | 5   | 2 | 2 | 1 | 8   | 11 | 7  | +4  | Kwartfinales |
| 4   | Spanje           | 5   | 2 | 1 | 2 | 7   | 11 | 12 | −1  | Kwartfinales |
| 5   | Zuid-Afrika      | 5   | 1 | 1 | 3 | 4   | 11 | 17 | −6  |              |
| 6   | Frankrijk (G)    | 5   | 0 | 1 | 4 | 1   | 8  | 22 | −14 |              |

| Groepsfase      |                |                |                |                  |                |                |                |
| 27 juli 2024    | 12:45          | Nederland      | 5 - 3          | Zuid-Afrika      |                |                |                |
| 28 juli 2024    | 20:15          | Zuid-Afrika    | 2 - 2          | Groot-Brittannië |                |                |                |
| 30 juli 2024    | 10:30          | Zuid-Afrika    | 1 - 5          | Duitsland        |                |                |                |
| 31 juli 2024    | 19:45          | Spanje         | 3 - 0          | Zuid-Afrika      |                |                |                |
| 2 augustus 2024 | 19:45          | Frankrijk      | 2 - 5          | Zuid-Afrika      |                |                |                |
|                 |                |                |                |                  |                |                |                |
| Kwartfinale     | niet geplaatst | niet geplaatst | niet geplaatst | niet geplaatst   | niet geplaatst | niet geplaatst | niet geplaatst |
|                 |                |                |                |                  |                |                |                |
| Halve finale    | niet geplaatst | niet geplaatst | niet geplaatst | niet geplaatst   | niet geplaatst | niet geplaatst | niet geplaatst |
|                 |                |                |                |                  |                |                |                |
| Finale          | niet geplaatst | niet geplaatst | niet geplaatst | niet geplaatst   | niet geplaatst | niet geplaatst | niet geplaatst |

#### Vrouwen
| Hockeyer(s) | Onderdeel | Plaats     |
| --- | --------- | ---------- |
| Zuid-Afrikaanse vrouwen hockeyploeg Taheera Augousti Quanita Bobbs Stephanie Botha Dirkie Chamberlain Erin Christie Kayla de Waal Paris-Gail Isaacs Anelle Lloyd Marié Louw Ongeziwe Mali Ntsopa Mokoena Edith Molikoe Kristen Paton Hannah Pearce Celia Seerane Kayla Swarts Onthatile Zulu | Vrouwen   | groepsfase |

| Pos | Team             | Wed | W | G | V | Ptn | DV | DT | +/− | Kwalificatie |
| --- | ---------------- | --- | - | - | - | --- | -- | -- | --- | ------------ |
| 1   | Australië        | 5   | 4 | 1 | 0 | 13  | 15 | 5  | +10 | Kwartfinales |
| 2   | Argentinië       | 5   | 4 | 1 | 0 | 13  | 16 | 7  | +9  | Kwartfinales |
| 3   | Spanje           | 5   | 2 | 1 | 2 | 7   | 6  | 7  | −1  | Kwartfinales |
| 4   | Groot-Brittannië | 5   | 2 | 0 | 3 | 6   | 8  | 12 | −4  | Kwartfinales |
| 5   | Verenigde Staten | 5   | 1 | 1 | 3 | 4   | 5  | 13 | −8  |              |
| 6   | Zuid-Afrika      | 5   | 0 | 0 | 5 | 0   | 4  | 10 | −6  |              |

| Groepsfase      |                |                  |                |                  |                |                |                |
| 28 juli 2024    | 12:45          | Australië        | 2 - 1          | Zuid-Afrika      |                |                |                |
| 29 juli 2024    | 17:30          | Zuid-Afrika      | 2 - 4          | Argentinië       |                |                |                |
| 31 juli 2024    | 10:30          | Zuid-Afrika      | 1 - 2          | Groot-Brittannië |                |                |                |
| 1 augustus 2024 | 17:30          | Spanje           | 1 - 0          | Zuid-Afrika      |                |                |                |
| 3 augustus 2024 | 13:15          | Verenigde Staten | 1 - 0          | Zuid-Afrika      |                |                |                |
|                 |                |                  |                |                  |                |                |                |
| Kwartfinale     | niet geplaatst | niet geplaatst   | niet geplaatst | niet geplaatst   | niet geplaatst | niet geplaatst | niet geplaatst |
|                 |                |                  |                |                  |                |                |                |
| Halve finale    | niet geplaatst | niet geplaatst   | niet geplaatst | niet geplaatst   | niet geplaatst | niet geplaatst | niet geplaatst |
|                 |                |                  |                |                  |                |                |                |
| Finale          | niet geplaatst | niet geplaatst   | niet geplaatst | niet geplaatst   | niet geplaatst | niet geplaatst | niet geplaatst |

### Judo
Vrouwen
| atleet            | onderdeel | eerste ronde         | tweede ronde         | kwartfinale          | halve finale         | herkansing           | finale / BM          | finale / BM    |
| atleet            | onderdeel | tegenstander uitslag | tegenstander uitslag | tegenstander uitslag | tegenstander uitslag | tegenstander uitslag | tegenstander uitslag | rang           |
| ----------------- | --------- | -------------------- | -------------------- | -------------------- | -------------------- | -------------------- | -------------------- | -------------- |
| Geronay Whitebooi | −48 kg    | Solís W 10 - 01      | Tsunoda V 00 - 11    | niet geplaatst       | niet geplaatst       | niet geplaatst       | niet geplaatst       | niet geplaatst |

### Kanovaren

#### Sprint
Mannen
| atleet                         | onderdeel  | series  | series | kwartfinale | kwartfinale | halve finale   | halve finale   | finale         | finale         |
| atleet                         | onderdeel  | tijd    | rang   | tijd        | rang        | tijd           | rang           | tijd           | rang           |
| ------------------------------ | ---------- | ------- | ------ | ----------- | ----------- | -------------- | -------------- | -------------- | -------------- |
| Andrew Birkett                 | K-1 1000 m | 3.53,31 | 5 KF   | 3.38,11     | 3           | niet geplaatst | niet geplaatst | niet geplaatst | niet geplaatst |
| Hamish Lovemore                | K-1 1000 m | 3.28,19 | 3 KF   | 3.36,64     | 2 HF        | 3.33,89        | 8 FB           | 3.27,94        | 9              |
| Andrew Birkett Hamish Lovemore | K-2 500 m  | 1.33,25 | 4 KF   | 1.29,75     | 2 HF        | 1.29,70        | 6 FB           | 1.31,79        | 12             |

Vrouwen
| atlete                    | onderdeel | series  | series | kwartfinale | kwartfinale | halve finale   | halve finale   | finale         | finale         |
| atlete                    | onderdeel | tijd    | rang   | tijd        | rang        | tijd           | rang           | tijd           | rang           |
| ------------------------- | --------- | ------- | ------ | ----------- | ----------- | -------------- | -------------- | -------------- | -------------- |
| Tiffany Koch              | K-2 500 m | 2.02,76 | 6 KF   | 1.56,81     | 6           | niet geplaatst | niet geplaatst | niet geplaatst | niet geplaatst |
| Esti Olivier              | K-2 500 m | 1.55,98 | 5 KF   | 1.53,21     | 6           | niet geplaatst | niet geplaatst | niet geplaatst | niet geplaatst |
| Tiffany Koch Esti Olivier | K-2 500 m | 1.52,14 | 5 KF   | 1.46,40     | 6           | niet geplaatst | niet geplaatst | niet geplaatst | niet geplaatst |

### Klimsport

#### Boulder & Lead combined
| Atleet                 | Onderdeel | Kwalificatie | Kwalificatie | Kwalificatie | Kwalificatie | Kwalificatie | Kwalificatie | Finale         | Finale         | Finale         | Finale         | Finale         | Finale         |
| Atleet                 | Onderdeel | Boulder      | Boulder      | Lead         | Lead         | Totaal       | Rang         | Boulder        | Boulder        | Lead           | Lead           | Totaal         | Rang           |
| Atleet                 | Onderdeel | Resultaat    | Rang         | Resultaat    | Rang         | Totaal       | Rang         | Resultaat      | Rang           | Resultaat      | Rang           | Totaal         | Rang           |
| ---------------------- | --------- | ------------ | ------------ | ------------ | ------------ | ------------ | ------------ | -------------- | -------------- | -------------- | -------------- | -------------- | -------------- |
| Mel Janse van Rensburg | mannen    | 9,4          | 19           | 7,1          | 20           | 16,5         | 20           | niet geplaatst | niet geplaatst | niet geplaatst | niet geplaatst | niet geplaatst | niet geplaatst |
| Lauren Mukheibir       | vrouwen   | 0,0          | 20           | 4,1          | 20           | 4,1          | 20           | niet geplaatst | niet geplaatst | niet geplaatst | niet geplaatst | niet geplaatst | niet geplaatst |

#### Speed
| Atleet        | Onderdeel | Kwalificatie | Kwalificatie | Ronde 1                  | Kwartfinale       | Halve finale      | Finale / BM       | Finale / BM |
| Atleet        | Onderdeel | Tijd         | Rang         | Tegenstander Tijd        | Tegenstander Tijd | Tegenstander Tijd | Tegenstander Tijd | Rang        |
| ------------- | --------- | ------------ | ------------ | ------------------------ | ----------------- | ----------------- | ----------------- | ----------- |
| Joshua Bruyns | mannen    | 6,18         | 13           | Maimuratov V 5,58 - 4,94 | niet geplaatst    | niet geplaatst    | niet geplaatst    | 13          |
| Aniya Holder  | vrouwen   | 9,12         | 14           | Miroslaw V 9,36 - 6,10   | niet geplaatst    | niet geplaatst    | niet geplaatst    | 14          |

### Paardensport

#### Eventing
| ruiter              | paard               | onderdeel   | dressuur    | dressuur | cross-country | cross-country | cross-country | springen     | springen     | springen     | springen       | springen       | springen       | totaal      | totaal |
| ruiter              | paard               | onderdeel   | dressuur    | dressuur | cross-country | cross-country | cross-country | kwalificatie | kwalificatie | kwalificatie | finale         | finale         | finale         | totaal      | totaal |
| ruiter              | paard               | onderdeel   | strafpunten | rang     | strafpunten   | totaal        | rang          | strafpunten  | totaal       | rang         | strafpunten    | totaal         | rang           | strafpunten | rang   |
| ------------------- | ------------------- | ----------- | ----------- | -------- | ------------- | ------------- | ------------- | ------------ | ------------ | ------------ | -------------- | -------------- | -------------- | ----------- | ------ |
| Alexander Peternell | Figaro Des Premices | individueel | 39,0        | 56       | 33,2          | 72,2          | 51            | 5,6          | 77,8         | 43           | niet geplaatst | niet geplaatst | niet geplaatst | 77,8        | 43     |

### Roeien
Mannen
| atleet                        | onderdeel   | series  | series | herkansingen | herkansingen | kwartfinale | kwartfinale | halve finale | halve finale | finale  | finale |
| atleet                        | onderdeel   | tijd    | rang   | tijd         | rang         | tijd        | rang        | tijd         | rang         | tijd    | rang   |
| ----------------------------- | ----------- | ------- | ------ | ------------ | ------------ | ----------- | ----------- | ------------ | ------------ | ------- | ------ |
| John Smith Christopher Baxter | twee-zonder | 6.36,71 | 2 Q    | bye          | bye          | n.v.t.      | n.v.t.      | 6.40,35      | 4 FB         | 6.27,11 | 9      |

Vrouwen
| atleet           | onderdeel | series  | series | herkansingen | herkansingen | kwartfinale | kwartfinale | halve finale | halve finale | finale  | finale |
| atleet           | onderdeel | tijd    | rang   | tijd         | rang         | tijd        | rang        | tijd         | rang         | tijd    | rang   |
| ---------------- | --------- | ------- | ------ | ------------ | ------------ | ----------- | ----------- | ------------ | ------------ | ------- | ------ |
| Paige Badenhorst | skiff     | 7.39,19 | 3 KF   | bye          | bye          | 7.44,03     | 4 HC/D      | 7.55,91      | 1 FC         | 7.27,76 | 14     |

Legenda: FA=finale A (medailles); FB=finale B (geen medailles); FC=finale C (geen medailles); FD=finale D (geen medailles); FE=finale E (geen medailles); FF=finale F (geen medailles); HA/B=halve finale A/B; HC/D=halve finale C/D; HE/F=halve finale E/F; KF=kwartfinale; H=herkansing

### Rugby

#### Mannen
| Olympiër | Discipline | Resultaat | Prestatie |
| --- | ---------- | --------- | --------- |
| Christie Grobbelaar Ryan Oosthuizen Impi Visser Zain Davids Quewin Nortje Christiaan Pretoruis Tristan Leyds Selvyn Davids Shaun Williams Rosko Specman Siviwe Soyizwapi Shilton Van Wyk Ronald Brown | mannen     | Brons     | zie onder |

| Groep A |               |     |   |   |   |     |    |     |       |              |
| #       | Land          | Wed | W | G | V | Ptn | V  | T   | Saldo | Kwalificatie |
| 1       | Nieuw-Zeeland | 3   | 3 | 0 | 0 | 9   | 71 | 29  | +42   | Kwartfinale  |
| 2       | Ierland       | 3   | 2 | 0 | 1 | 7   | 62 | 24  | +38   | Kwartfinale  |
| 3       | Zuid-Afrika   | 3   | 1 | 0 | 2 | 5   | 59 | 32  | +27   | Kwartfinale  |
| 4       | Japan         | 3   | 0 | 0 | 3 | 3   | 22 | 129 | -107  | Plaats 9-12  |

| Ronde          | Datum        | Lokale tijd   | Land          | Score       | Land        |
| -------------- | ------------ | ------------- | ------------- | ----------- | ----------- |
| Groepsfase     |              |               |               |             |             |
| 24 juli 2024   | 17:30        | Ierland       | 10 - 5        | Zuid-Afrika |             |
| 24 juli 2024   | 21:30        | Nieuw-Zeeland | 17 - 5        | Zuid-Afrika |             |
| 25 juli 2024   | 16:00        | Zuid-Afrika   | 49 - 5        | Japan       |             |
|                |              |               |               |             |             |
| Kwartfinale    | 25 juli 2024 | 21:00         | Nieuw-Zeeland | 7 - 14      | Zuid-Afrika |
|                |              |               |               |             |             |
| Halve finale   | 27 juli 2024 | 15:30         | Zuid-Afrika   | 5 - 19      | Frankrijk   |
|                |              |               |               |             |             |
| Bronzen finale | 27 juli 2024 | 19:00         | Zuid-Afrika   | 26 - 19     | Australië   |

#### Vrouwen
| Olympiër | Discipline | Resultaat | Prestatie |
| --- | ---------- | --------- | --------- |
| Kemisetso Baloyi Marlize de Bruin Byrhandre Dolf Veroeshka Grain Libbie Janse van Rensburg Liske Lategan Ayanda Malinga Zintle Mpupha Nadine Roos Mathrin Simmers Sizophila Solontsi Maria Tshiremba | vrouwen    | 11        | zie onder |

| Groep B |                  |             |             |             |             |            |            |            |        |
| #       | Land             | Wedstrijden | Wedstrijden | Wedstrijden | Wedstrijden | Doelpunten | Doelpunten | Doelpunten | Punten |
| #       | Land             | GW          | W           | G           | V           | V          | T          | Saldo      | Punten |
| 1       | Australië        | 3           | 3           | 0           | 0           | 89         | 24         | +65        | 9      |
| 2       | Groot-Brittannië | 3           | 2           | 0           | 1           | 52         | 65         | -13        | 7      |
| 3       | Iran             | 3           | 1           | 0           | 2           | 64         | 40         | +24        | 5      |
| 4       | Zuid-Afrika      | 3           | 0           | 0           | 3           | 22         | 98         | -76        | 3      |

| groepsfase             |              |                  |             |             |             |  |  |
| 28 juli 2024           | 16:00        | Australië        | 34 - 5      | Zuid-Afrika |             |  |  |
| 28 juli 2024           | 19:00        | Ierland          | 38 - 0      | Zuid-Afrika |             |  |  |
| 29 juli 2024           | 14:00        | Groot-Brittannië | 26 - 17     | Zuid-Afrika |             |  |  |
|                        |              |                  |             |             |             |  |  |
| plaatsing 9 - 12       | 29 juli 2024 | 20:00            | Japan       | 15 - 12     | Zuid-Afrika |  |  |
|                        |              |                  |             |             |             |  |  |
| wedstrijd om plaats 11 | 30 juli 2024 | 16:30            | Zuid-Afrika | 21 - 15     | Fiji        |  |  |

### Schermen
Mannen
| atleet      | onderdeel | eerste ronde         | tweede ronde         | derde ronde          | kwartfinale          | halve finale         | finale / BM          | finale / BM    |
| atleet      | onderdeel | tegenstander uitslag | tegenstander uitslag | tegenstander uitslag | tegenstander uitslag | tegenstander uitslag | tegenstander uitslag | rang           |
| ----------- | --------- | -------------------- | -------------------- | -------------------- | -------------------- | -------------------- | -------------------- | -------------- |
| Harry Saner | degen     | Sharlaimov V 9 - 15  | niet geplaatst       | niet geplaatst       | niet geplaatst       | niet geplaatst       | niet geplaatst       | niet geplaatst |

### Schoonspringen
Vrouwen
| atlete        | onderdeel | series | series | halve finale | halve finale | finale | finale |
| atlete        | onderdeel | punten | rang   | punten       | rang         | punten | rang   |
| ------------- | --------- | ------ | ------ | ------------ | ------------ | ------ | ------ |
| Julia Vincent | 3 m plank | 283,50 | 13 Q   | 297,30       | 6 Q          | 271,25 | 11     |

### Skateboarden
Mannen
| atleet            | onderdeel | kwalificaties | kwalificaties | finale         | finale         |
| atleet            | onderdeel | punten        | rang          | punten         | rang           |
| ----------------- | --------- | ------------- | ------------- | -------------- | -------------- |
| Dallas Oberholzer | park      | 33,83         | 22            | niet geplaatst | niet geplaatst |
| Brandon Valjalo   | street    | 197,17        | 12            | niet geplaatst | niet geplaatst |

Vrouwen
| atleet        | onderdeel | kwalificaties | kwalificaties | finale         | finale         |
| atleet        | onderdeel | punten        | rang          | punten         | rang           |
| ------------- | --------- | ------------- | ------------- | -------------- | -------------- |
| Boipelo Awuah | street    | 159,34        | 18            | niet geplaatst | niet geplaatst |

### Surfen
| Atleet              | Onderdeel | Ronde 1 | Ronde 1 | Ronde 2               | Ronde 3                | Kwartfinale          | Halve finale         | Finale / BM          | Finale / BM    |
| Atleet              | Onderdeel | Score   | Rang    | Tegenstander Uitslag  | Tegenstander Uitslag   | Tegenstander Uitslag | Tegenstander Uitslag | Tegenstander Uitslag | Rang           |
| ------------------- | --------- | ------- | ------- | --------------------- | ---------------------- | -------------------- | -------------------- | -------------------- | -------------- |
| Jordy Smith         | mannen    | 7,60    | 2 R2    | Waida W 9,50 - 5,40   | Correa V 12,20 - 15,00 | niet geplaatst       | niet geplaatst       | niet geplaatst       | niet geplaatst |
| Matthew McGillivray | mannen    | 5,26    | 3 R2    | Vaast V 10,67 - 14,03 | niet geplaatst         | niet geplaatst       | niet geplaatst       | niet geplaatst       | niet geplaatst |
| Sarah Baum          | vrouwen   | 8,47    | 2 R2    | Kemp W 10,50 - 4,94   | Moore V 3,87 - 8,16    | niet geplaatst       | niet geplaatst       | niet geplaatst       | niet geplaatst |

### Synchroonzwemmen
| atlete | onderdeel | technische routine | technische routine | vrije routine (voorronde) | vrije routine (voorronde) | vrije routine (voorronde) | vrije routine (finale) | vrije routine (finale)    | vrije routine (finale) |
| atlete | onderdeel | punten             | rang               | punten                    | totaal (technisch + vrij) | rang                      | punten                 | totaal (technisch + vrij) | rang                   |
| ------ | --------- | ------------------ | ------------------ | ------------------------- | ------------------------- | ------------------------- | ---------------------- | ------------------------- | ---------------------- |
|        | duet      |                    |                    |                           |                           |                           |                        |                           |                        |

### Triatlon
Individueel
| Atleet              | Evenement | Zwemmen(1.5 km) | Rang 1 | Fietsen (40 km) | Rang 2 | Lopen(10 km) | Totaal Tijd | Ranking |
| ------------------- | --------- | --------------- | ------ | --------------- | ------ | ------------ | ----------- | ------- |
| Jamie Riddle        | Mannen    | 20.29           | 7      | 52.02           | 29     | 33.16        | 1.47.15     | 25      |
| Henri Schoeman      | Mannen    | 20.11           | 2      | 52.24           | 26     | 32.02        | 1.45.53     | 20      |
| Vicky van der Merwe | Vrouwen   | 26.09           | 50     | 1.02.07         | 50     | 35.33        | 2.05.16     | 46      |

### Waterpolo
Het Zuid-Afrikaanse nationale waterpoloteam kwalificeerde zich voor de Olympische Spelen door het enige Afrikaanse team te zijn op de Wereldkampioenschappen zwemmen in 2024, dit zowel voor de dames- als de herencompetitie. Na de Wereldkampioenschappen trokken beide teams zich terug.

### Wielersport

#### Baanwielrennen
Keirin
| atleet     | onderdeel       | ronde 1 | herkansing | kwartfinale    | halve finale   | finale         |
| atleet     | onderdeel       | rang    | rang       | rang           | rang           | rang           |
| ---------- | --------------- | ------- | ---------- | -------------- | -------------- | -------------- |
| Jean Spies | keirin (mannen) | 6       | 5          | niet geplaatst | niet geplaatst | niet geplaatst |

Sprint
| atleet     | onderdeel       | kwalificaties | kwalificaties | ronde 1              | herkansing 1         | ronde 2              | herkansing 2         | ronde 3              | herkansing 3         | kwartfinale          | halve finale         | finale/BM            | finale/BM      |
| atleet     | onderdeel       | tijd          | rang          | tegenstander uitslag | tegenstander uitslag | tegenstander uitslag | tegenstander uitslag | tegenstander uitslag | tegenstander uitslag | tegenstander uitslag | tegenstander uitslag | tegenstander uitslag | rang           |
| ---------- | --------------- | ------------- | ------------- | -------------------- | -------------------- | -------------------- | -------------------- | -------------------- | -------------------- | -------------------- | -------------------- | -------------------- | -------------- |
| Jean Spies | sprint (mannen) | 9,962         | 29            | niet geplaatst       | niet geplaatst       | niet geplaatst       | niet geplaatst       | niet geplaatst       | niet geplaatst       | niet geplaatst       | niet geplaatst       | niet geplaatst       | niet geplaatst |

#### BMX
Freestyle
| atleet           | onderdeel          | kwalificaties | kwalificaties | kwalificaties | kwalificaties | finale         | finale         | finale         |
| atleet           | onderdeel          | run 1         | run 2         | gemiddelde    | rang          | run 1          | run 2          | rang           |
| ---------------- | ------------------ | ------------- | ------------- | ------------- | ------------- | -------------- | -------------- | -------------- |
| Vincent Leygonie | freestyle (mannen) | 73,20         | 78,50         | 75,85         | 12            | niet geplaatst | niet geplaatst | niet geplaatst |

Race
| atleet         | onderdeel      | kwartfinale | kwartfinale | last-chance run | last-chance run | halve finale   | halve finale   | finale         | finale         |
| atleet         | onderdeel      | punten      | rang        | uitslag         | rang            | punten         | rang           | uitslag        | rang           |
| -------------- | -------------- | ----------- | ----------- | --------------- | --------------- | -------------- | -------------- | -------------- | -------------- |
| Miyanda Maseti | race (vrouwen) | 23          | 8           | niet geplaatst  | niet geplaatst  | niet geplaatst | niet geplaatst | niet geplaatst | niet geplaatst |

#### Mountainbiken
| atleet        | onderdeel               | tijd    | rang  |
| ------------- | ----------------------- | ------- | ----- |
| Alan Hatherly | cross-country (mannen)  | 1.26.33 | Brons |
| Candice Lill  | cross-country (vrouwen) | 1.35.33 | 20    |

#### Wegwielrennen
Mannen
| atleet       | onderdeel    | tijd    | rang |
| ------------ | ------------ | ------- | ---- |
| Ryan Gibbons | wegwedstrijd | 6.39.27 | 69   |

Vrouwen
| atleet                 | onderdeel    | tijd    | rang |
| ---------------------- | ------------ | ------- | ---- |
| Tiffany Keep           | wegwedstrijd | DNF     | DNF  |
| Ashleigh Moolman Pasio | wegwedstrijd | 4.04.23 | 33   |

### Worstelen

#### Vrije stijl
Mannen
| atleet            | onderdeel | eerste ronde            | kwartfinale          | halve finale         | herkansing           | finale / BM          | finale / BM    |
| atleet            | onderdeel | tegenstander uitslag    | tegenstander uitslag | tegenstander uitslag | tegenstander uitslag | tegenstander uitslag | rang           |
| ----------------- | --------- | ----------------------- | -------------------- | -------------------- | -------------------- | -------------------- | -------------- |
| Nicolaas de Lange | −97 kg    | Matcharashvili V 2 - 12 | niet geplaatst       | niet geplaatst       | McHedlidze V 3 - 5PP | niet geplaatst       | niet geplaatst |

### Zwemmen
Mannen
| atleet        | onderdeel         | series  | series | halve finale   | halve finale   | finale         | finale         |
| atleet        | onderdeel         | tijd    | rang   | tijd           | rang           | tijd           | rang           |
| ------------- | ----------------- | ------- | ------ | -------------- | -------------- | -------------- | -------------- |
| Pieter Coetze | 100 m rugslag     | 52,90   | 2 Q    | 52,63 AFR      | 3 Q            | 52,58 AFR      | 5              |
| Pieter Coetze | 200 m rugslag     | 1.56,92 | 3 Q    | 1.56,09        | 3 Q            | 1.55,60 AFR    | 7              |
| Chad le Clos  | 100 m vlinderslag | 52,24   | 24     | niet geplaatst | niet geplaatst | niet geplaatst | niet geplaatst |
| Matthew Sates | 100 m vlinderslag | 54,53   | 35     | niet geplaatst | niet geplaatst | niet geplaatst | niet geplaatst |
| Matthew Sates | 200 m vlinderslag | 1.57,04 | 20     | niet geplaatst | niet geplaatst | niet geplaatst | niet geplaatst |
| Matthew Sates | 200 m wisselslag  | 2.04,01 | 21     | niet geplaatst | niet geplaatst | niet geplaatst | niet geplaatst |

Vrouwen
| atleet          | onderdeel         | series  | series | halve finale | halve finale | finale         | finale         |
| atleet          | onderdeel         | tijd    | rang   | tijd         | rang         | tijd           | rang           |
| --------------- | ----------------- | ------- | ------ | ------------ | ------------ | -------------- | -------------- |
| Tatjana Smith   | 100 m schoolslag  | 1.05,00 | 1 Q    | 1.05,00      | 1 Q          | 1.05,28        | Goud           |
| Tatjana Smith   | 200 m schoolslag  | 2.21,57 | 1 Q    | 2.19,94      | 2 Q          | 2.19,60        | Zilver         |
| Kaylene Corbett | 200 m schoolslag  | 2.23,85 | 6 Q    | 2.22,87      | 4 Q          | 2.24,46        | 7              |
| Erin Gallagher  | 100 m vlinderslag | 57,80   | 13 Q   | 57,90        | 14           | niet geplaatst | niet geplaatst |
| Aimee Canny     | 200 m vrije slag  | 1.57,81 | 14 Q   | 1.57,34      | 12           | niet geplaatst | niet geplaatst |
| Rebecca Meder   | 200 m wisselslag  | 2.11,96 | 16 Q   | 2.10,67 NR   | 11           | niet geplaatst | niet geplaatst |